# Chaetovoria seriata
Chaetovoria seriata är en tvåvingeart som först beskrevs av Aldrich 1926.  Chaetovoria seriata ingår i släktet Chaetovoria och familjen parasitflugor.
Artens utbredningsområde är Washington. Inga underarter finns listade i Catalogue of Life.